# Anus bleken

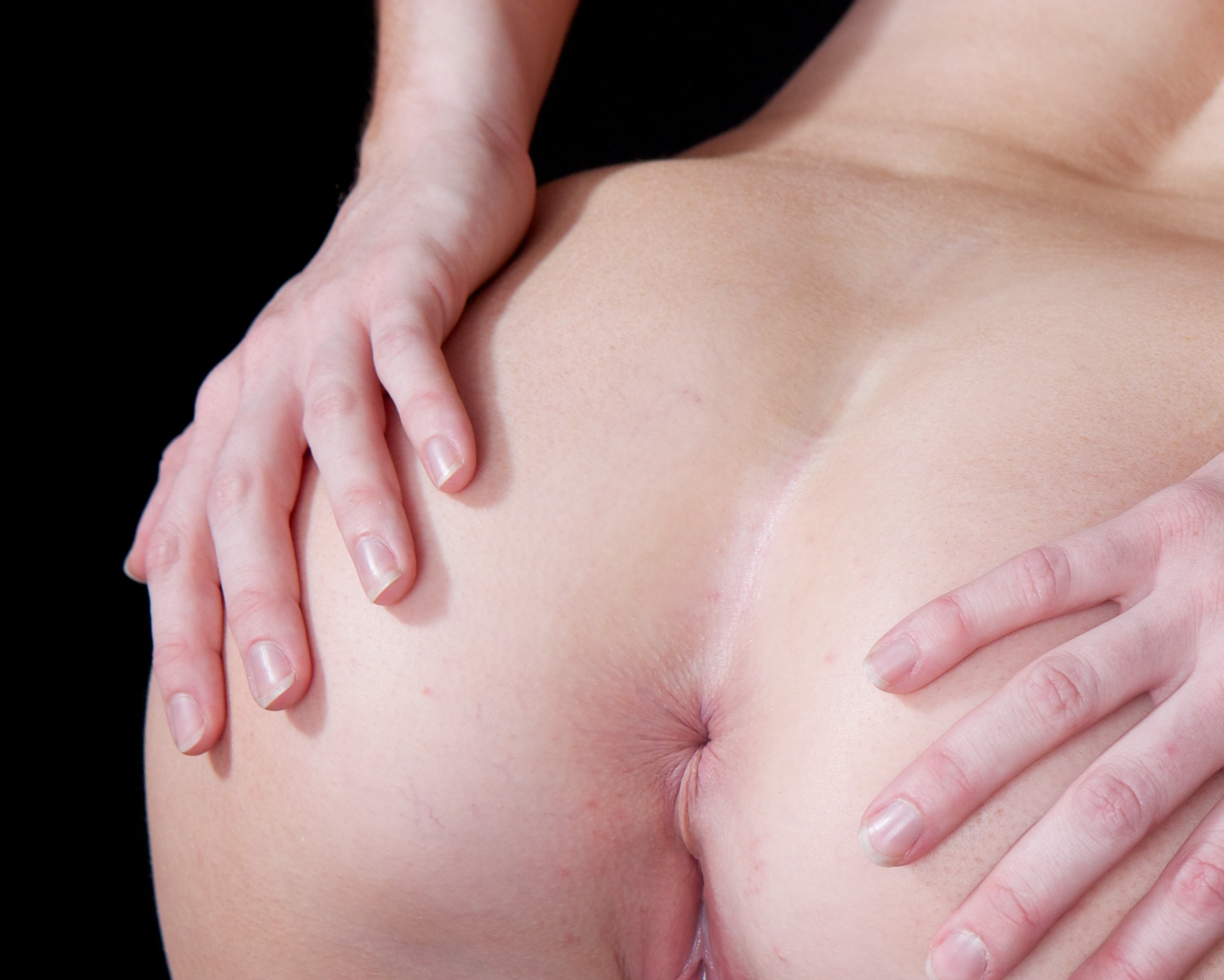
Anus na het bleken

Met het bleken van de anus wordt bedoeld dat het donkere pigment op en rond de anus wordt gebleekt. Er bestaan geen andere dan cosmetische redenen voor een dergelijke behandeling.
Voor het bleken van de anus werd vaak een crème gebruikt die voor ongeveer 20% bestaat uit het werkzame bestanddeel hydrochinon, een waarschijnlijk kankerverwekkende stof waarvan het gebruik in meerdere landen, waaronder Frankrijk en het Verenigd Koninkrijk, verboden is.